# Національна бібліотека Іспанії
Національна бібліотека Іспанії (ісп. Biblioteca Nacional de España) в місті Мадрид — найбільша й найважливіша бібліотека Іспанії, центральна книгозбірня публікації з Іспанії. Бібліотека була заснована в 1712 році. Її фонди становлять 17 млн одиниць зберігання. Бібліотека має філію в Алькала-де-Енарес.

## Історія
Іспанська національна бібліотека була заснована в 1712 році іспанським королем Філіпом V як Королівська бібліотека (ісп. Biblioteca Real), проте королівський указ з'явився лише 2 січня 1716 року. Бібліотека мала забезпечити публічний доступ до знання та об'єднати деякі бібліотеки іспанських аристократів. Всі іспанські друкарні були зобов'язані надсилати один примірник кожної публікації до Королівської бібліотеки. Першим видання бібліотеки була праця Крістобаля Родрігеса, опублікована в 1738 році, з назвою Bibliotheca Universal de la Polygraphia Española .
1761 року Хуан де Сантандер за дорученням короля Карла III переписав статут бібліотеки. У той же час при бібліотеці була заснована королівська друкарня (ісп. Imprenta Real), яка також була підпорядкована завідувачеві бібліотеки.
1836 року бібліотека була перейменована в Національну, відтепер бібліотека підпорядковувалася не королеві, а цивільній владі. Книжки, конфісковані в монастирях, було передано національній бібліотеці.
1896 року, після тридцятирічного будівництва, було завершено нову споруду бібліотеки Paseo de Recoletos, де поряд з бібліотекою розташувалися музей та архів.
У 1936–1939 роках, внаслідок громадянської війни, фонди бібліотеки зросли на 500 000 конфіскованих томів..
З 1957 року було офіційно запроваджене право обов'язкового примірника всіх публікацій в Іспанії для національної бібліотеки.
З 1986 року до бібліотеки входять такі спеціальні відділи: Архів газет (ісп. Hemeroteca Nacional), Іспанський бібліографічний інститут (ісп. Instituto Bibliográfico Hispánico) та Архівний центр документальних фільмів (ісп. Centro del Tesoro Documental y Bibliográfico).
1991 року, з метою розширення бібліотеки, було засновано філію в Алькала де Енарес.

## Фонди

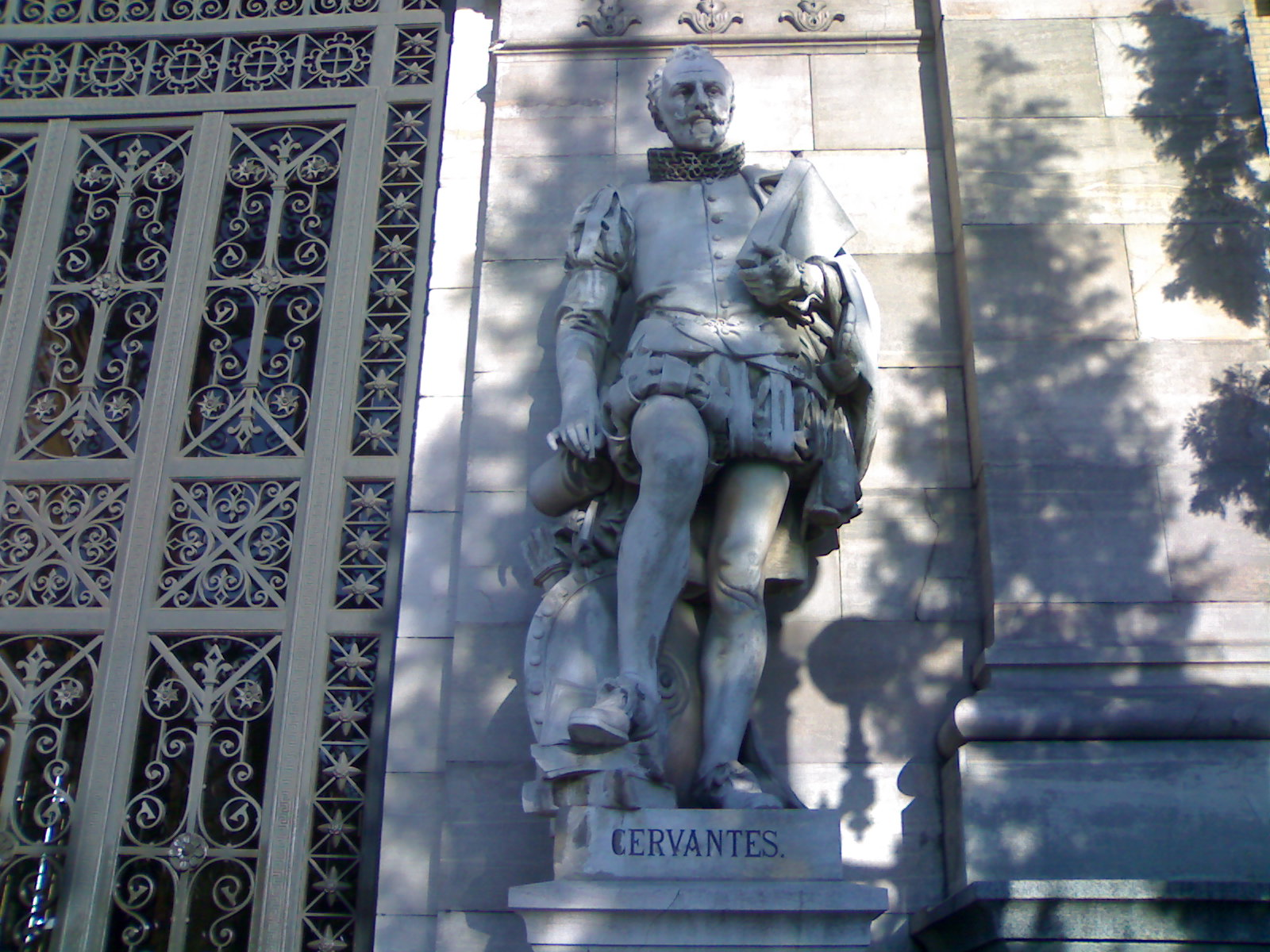
Пам'ятник Сервантесу при вході до бібліотеки

У фондах національної бібліотеки зберігаються:
- 15.000.000 книжок загалом
- 50.000 давніх книжок, опублікованих до 1831 року
- 30.000 манускриптів
- 3.100 інкунабул[7]
- 5.000.000 періодичних та серійних видань
- 700.000 гравюр
- 45.000 малюнків
- 800.000 плакатів
- 134.000 мап
- 500.000 листівок
- 2.000.000 фотографій
- 505.000 партитур
- 600.000 аудіозаписів
- 115.000 відеозаписів

- Книга знань про всі королівства

## Каталоги
- Головний каталог, доступний онлайн
- ARIADNA та UNICORN
- DIBI
- CCPP

## Галерея скарбів бібліотеки

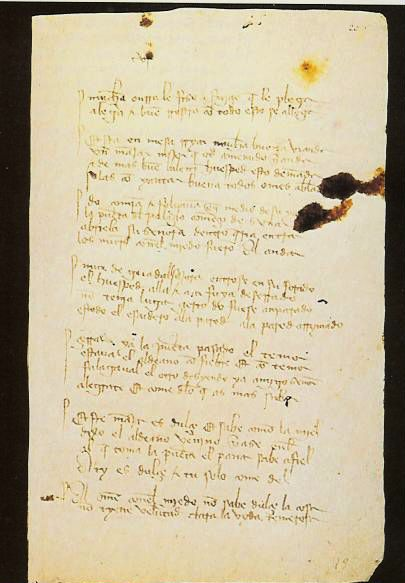
Сторінка з книги Хуана Руїса Libro de buen amor, 1330
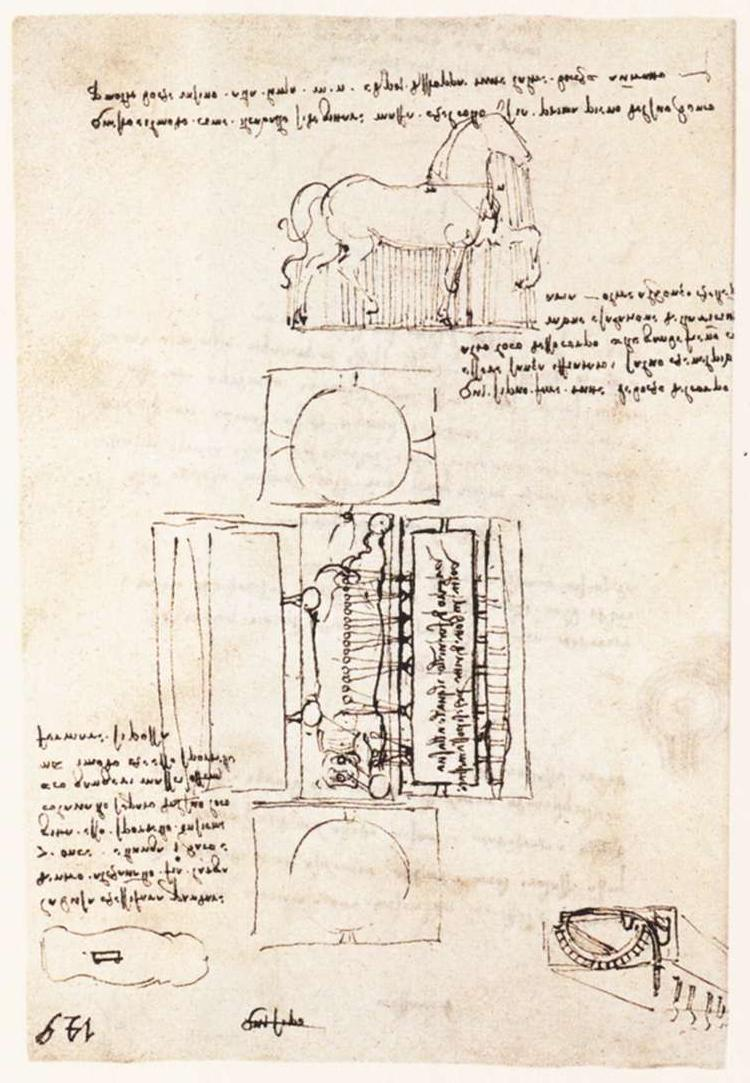
Сторінка з рукопису Леонардо да Вінчі
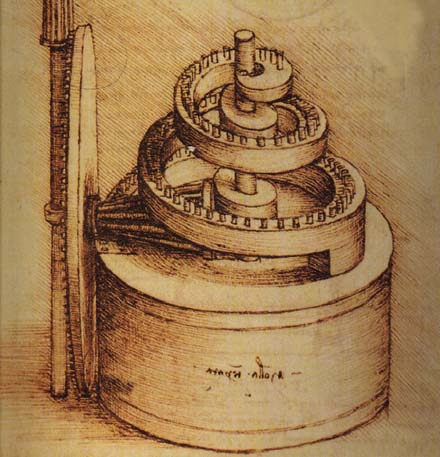
Сторінка з рукопису Леонардо да Вінчі
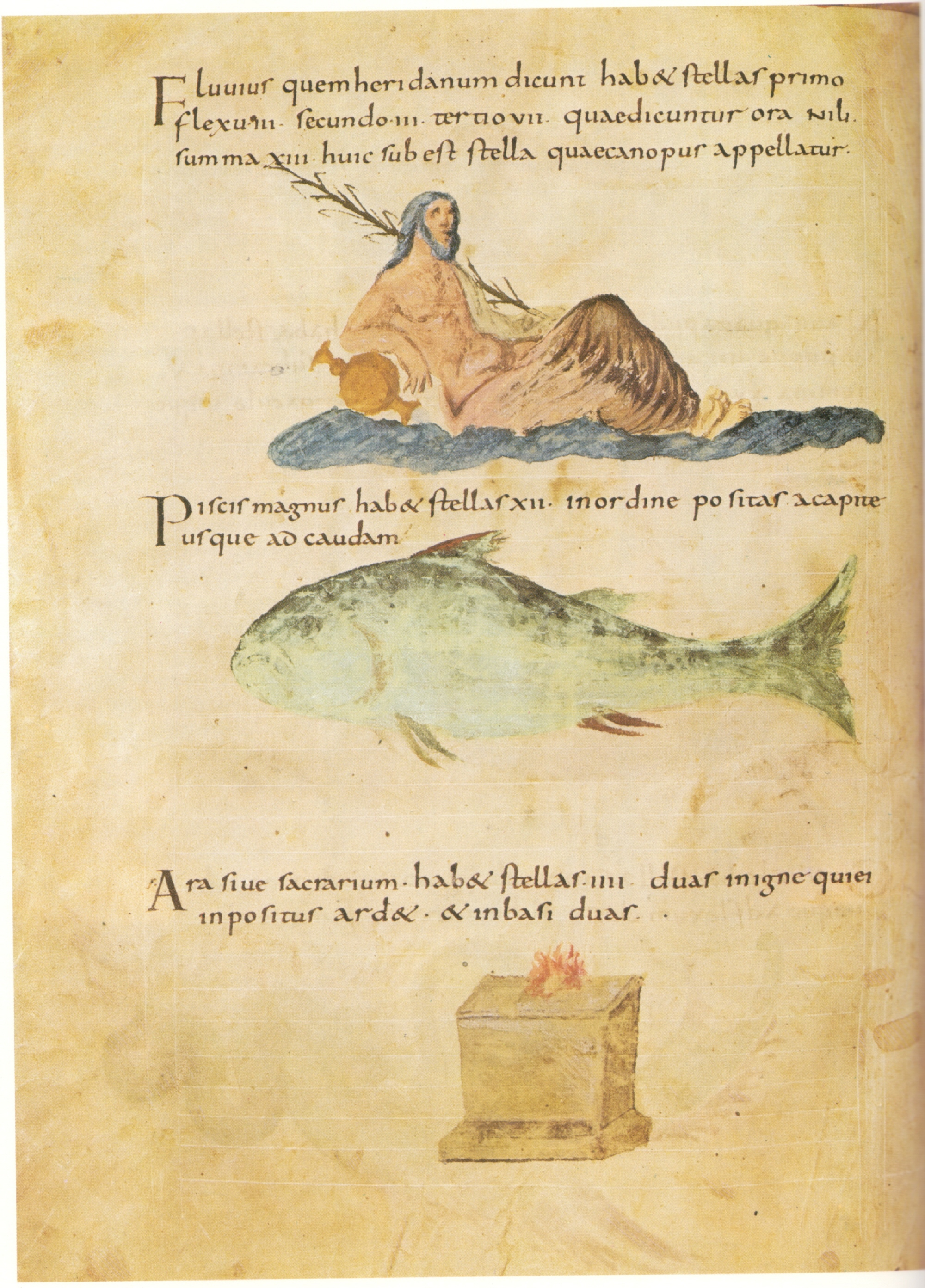
Зразок каролінзького мистецтва ілюстрації, Кодекс Ерідануса, 840 рік, Мец
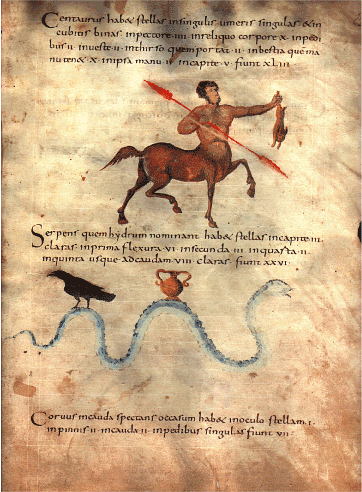
Підручник з астрономії, кодекс 3307, 825 рік
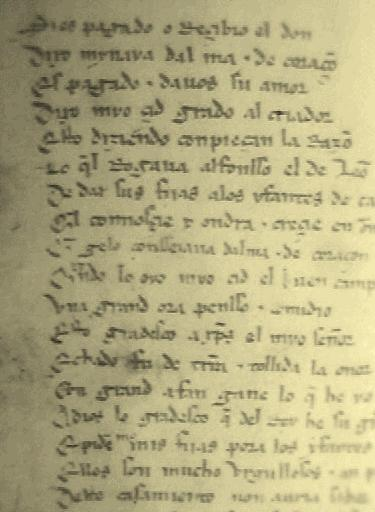
Пісня про мого Сіда, національний епос Іспанії, 1207 рік
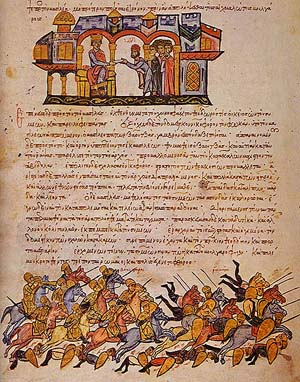
Зразок візантійського мистецтва ілюстрації - кодекс Skylitzes Matritensis, Codex Vitr. 26-2
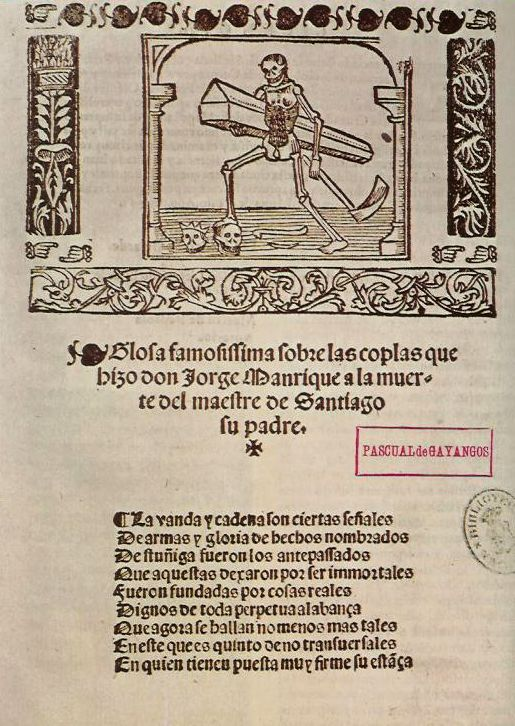
Станси на смерть батька (Coplas por la muerte de su padre) іспанського поета Хорхе Манріке, XV ст.
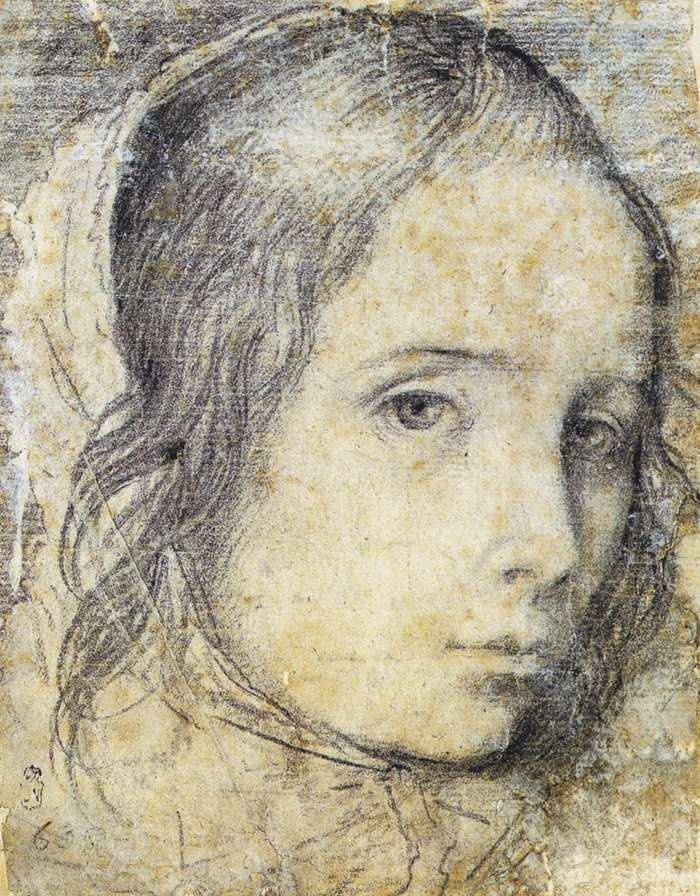
Малюнок Дієго Веласкеса

## Примітки

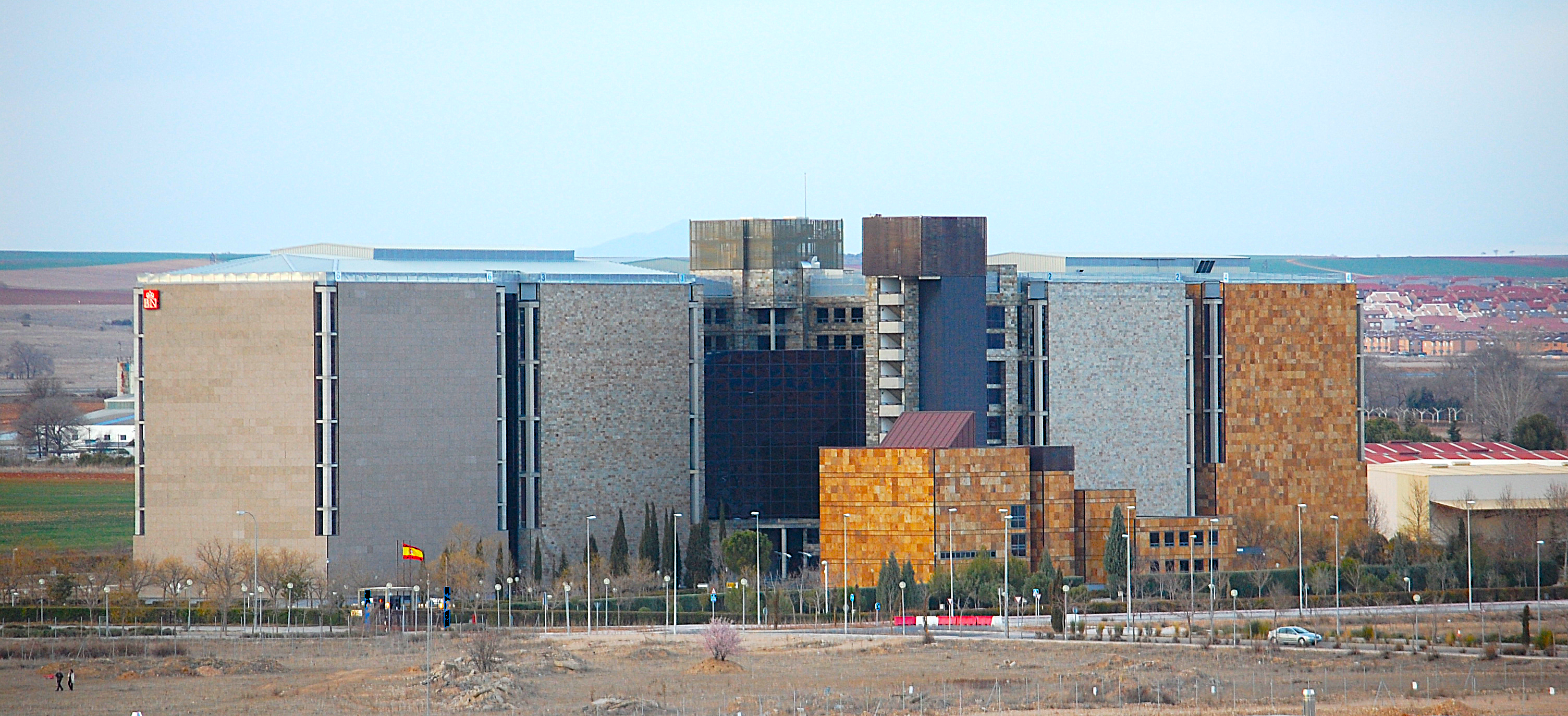
Штаб-квартира Національної бібліотеки Іспанії в Алкала де Енарес.